# La meccanica del cuore (singolo)
La meccanica del cuore è un singolo della cantautrice italiana L'Aura, pubblicato il 18 agosto 2017 ed estratto dall'album Il contrario dell'amore.

## Descrizione
Il brano è liberamente ispirato all'omonimo romanzo di Mathias Malzieu ed è stato definito dall'autrice "un inno alla fragilità". La canzone, prodotta e arrangiata da Simone Bertolotti, presenta un sound retrò che ricorda la musica degli anni '60.
Nell'album c'è anche la versione in inglese del brano, Apologize, scritta con la canadese Julia Miriam Jones. Il videoclip di questa versione viene reso noto nel 14 settembre 2017.

## Tracce
- Download digitale

1. La meccanica del cuore – 3:37

## Video musicale
Il videoclip della canzone è stato diretto da Michele Piazza.

## Classifiche
| Classifica (2017)         | Posizione massima |
| ------------------------- | ----------------- |
| Italia (airplay)          | 38                |
| Italia (airplay italiane) | 13                |